# Эгипт
Эги́пт, Еги́пет, Еги́пт (др.-греч. Αἴγυπτος) — персонаж древнегреческой мифологии, царь Аравии. Сын Бела, брат Даная, эпоним Древнего Египта. От одного из пятидесяти его сыновей происходят многие герои, в том числе Персей и Геракл.

## В мифологии
Эгипт был сыном царя Бела и Анхинои, дочери речного бога Нила. По отцу он был внуком Эпафа, сына Зевса от Ио, и происходил таким образом от первых царей Аргоса. Эгипт появился на свет вместе с братом-близнецом Данаем; его дядей был Агенор, двоюродным братом — основатель Семивратных Фив Кадм, двоюродной сестрой — Европа. Существуют альтернативные генеалогии, согласно которым Египет был сыном Бела от Анхирои, Эрии или Сиды; сыном Нила и Мемфиды; сыном Зевса и Фебы; наконец, сыном Гефеста и Левкиппы.
Эгипт стал царём Аравии и завоевал землю меламподов («черноногих»), названную Египтом. Данай в это время правил Ливией. После смерти Бела между братьями начались раздоры. Эгипт предложил брату в знак примирения женить пятьдесят своих сыновей на пятидесяти его дочерях, но тот предпочёл бежать на корабле на север. Сыновья Эгипта отправились за ним; по версии Псевдо-Гигина, отец приказал им убить Даная или не возвращаться. В Арголиде Эгиптиады догнали дядю и заставили его выдать за них своих дочерей. Однако в первую брачную ночь Данаиды убили всех Эгиптиадов за одним исключением: Гипермнестра сохранила жизнь Линкею. Эгипт сам приехал в Грецию вслед за сыновьями и, узнав о случившемся, либо умер от горя в Аргосе (так пишет Гекатей Милетский), либо, боясь самого имени брата, бежал в город Ароя в Ахайе и умер там (такова версия Павсания). Его похоронили в Патрах. Ещё во II веке н. э. его могилу показывали путешественникам в местном храме Сераписа.
Аполлодор Афинский приводит список имён пятидесяти Эгиптиадов. По его данным, шестерых сыновей родила Эгипту Аргифия, десятерых — некая аравитянка, семерых финикиянка, троих Тирия, двенадцать Калиадна, шестерых Горго и ещё шестерых — Гефестина. Гесиод тоже пишет о пятидесяти сыновьях, но Гекатей считал, что их не могло быть больше двадцати. Эгиптиад Линкей стал отцом Абанта и предком множества героев, включая Персея и Геракла.

## В культуре более поздних эпох
Миф об Эгипте и Данае стал литературной основой для сохранившейся трагедии Эсхила «Просительницы» (Эгипт в ней не фигурирует), для утраченной трагедии того же автора «Египтяне», эпической поэмы «Данаиды», трагедий Фриниха («Египтяне» и «Данаиды»), Тимесифея («Данаиды»), комедии Аристофана «Данаиды». Благодаря Паросскому мрамору известна датировка плавания Даная — 1510 год до н. э. Манефон предположительно отождествлял Египта с фараоном Мефосисом, а Евсевий Кесарийский — с Рамсесом.
Существует гипотеза, что Данай и Египт — это древние царские титулы.